# شهرستان وتووو
شهرستان وتووو (به بلغاری: Vetovo Municipality) یک شهرستان در بلغارستان است که در استان روسه واقع شده‌است. شهرستان وتووو ۳۵۲٫۵۲ کیلومتر مربع مساحت و ۱۳٬۷۳۸ نفر جمعیت دارد.